# Trigla lyra
Genre
Espèce
Trigla lyra, le Grondin lyre, est une espèce de poissons marins de la famille des Triglidae. C'est la seule espèce du genre Trigla (monotypique).